# Comuna Holbæk
Holbæk (Holbæk Kommune) este o comună din regiunea Sjælland, Danemarca, cu o suprafață totală de 578,33 km².